# Першотравнева сільська рада (Покровський район)
| Першотравнева сільська рада — колишній орган місцевого самоврядування у Покровському районі Донецької області з адміністративним центром у селищі Перше Травня. Сільській раді підпорядковані населені пункти: - с-ще Перше Травня - с-ще Котлине - с. Троянда |

## Склад ради
Рада складається з 12 депутатів та голови.

## Керівний склад сільської ради
| ПІБ                           | Основні відомості                                   | Дата обрання | Дата звільнення |
| ----------------------------- | --------------------------------------------------- | ------------ | --------------- |
| Гужва Валентин Іванович       | Сільський голова, 1953 року народження, освіта      | 26.03.2006   | 31.10.2010      |
| Чернікова Вікторія Вікторівна | Сільський голова, 1983 року народження, освіта вища | 31.10.2010   |                 |

Примітка: таблиця складена за даними джерела